# کاغذ (فیلم ۲۰۲۱)
کاغذ (به هندی: Kaagaz) یک فیلم سینمایی هندی در سبک بیوگرافی محصول سال ۲۰۲۱ به نویسندگی و کارگردانی ساتیش کایشیک و تهیه کنندگی سلمان خان با بازی پانکاج تریپاتی است.
تولید فیلم تقریباً قبل از متوقف شدن توسط دنیاگیری کووید ۱۹ کامل بود. اولین بار در ۷ ژانویه ۲۰۲۱ منتشر شد.